# Décès en 1003
Décès
- 999
- 1000
- 1001
- 1002
- 1003
- 1004
- 1005
- 1006
- 1007

Cette page dresse une liste de personnalités mortes au cours de l'année 1003 :
- 7 février, Rozala d'Italie, appelée également Rozala d'Ivrée ou Suzanne d'Italie, comtesse de Flandre par mariage, puis reine des Francs.
- 4 mai : Hermann II, duc de Souabe.
- 12 mai : Sylvestre II, mathématicien et pape[1].
- 3 août : At-Ta'i, calife de Bagdad.
- 23 septembre : Béatrice de France, duchesse consort de Haute-Lotharingie.
- 6 novembre : Jean XVII, pape.
- 24 décembre : William II de Weimar (en), noble allemand.

- Al-Mansur al-Qasim al-Iyyani (en), imam Zaïdiste du Yémen.
- Arnulf (évêque d'Orléans) (en).
- Brian mac Maelruanaidh (en), roi de Maigh Seóla (en) (Irlande).
- Emma de Blois, duchesse consort d'Aquitaine.
- Erik le Rouge, explorateur norvégien.
- Flannchad ua Ruaidíne (en), religieux irlandais.
- Gourgen-Khatchik de Vaspourakan, roi arménien.
- Grégoire de Narek, poète arménien.
- Ibrahim ibn Baks (en), médecin.
- Kilian de Cologne (en), religieux irlandais.
- Les martyrs de Casimiria.
- Lothair I, Margrave de Nordmark (en).
- Sasaki Nariyori, ancêtre du clan Sasaki auquel il donne le nom de son han.
- Vladivoj de Bohême, duc de Bohême.

## Crédit d'auteurs
- Cet article est partiellement ou en totalité issu de l'article intitulé « 1003 » (voir la liste des auteurs).